# Le Meillard
Le Meillard – miejscowość i gmina we Francji, w regionie Hauts-de-France, w departamencie Somma.
Według danych na rok 1990 gminę zamieszkiwało 114 osób, a gęstość zaludnienia wynosiła 16 osób/km² (wśród 2293 gmin Pikardii Meillard plasuje się na 883. miejscu pod względem liczby ludności, natomiast pod względem powierzchni na miejscu 680.).